# Montertelot
Montertelot (Gallo Montertelo, bretonisch Mousterdelav) ist eine französische Gemeinde mit 370 Einwohnern (Stand 1. Januar 2022) im Département Morbihan in der Region Bretagne.

## Geografie
Montertelot liegt rund 36 Kilometer nordöstlich von Vannes im Nordosten des Départements Morbihan und gehört zum Gemeindeverband Ploërmel Communauté.
Nachbargemeinden sind Ploërmel im Norden, Val d’Oust im Osten und Süden sowie Le Roc-Saint-André im Westen.

## Bevölkerungsentwicklung
| Jahr                       | 1962 | 1968 | 1975 | 1982 | 1990 | 1999 | 2006 | 2012 | 2019 |
| Einwohner                  | 213  | 227  | 242  | 268  | 279  | 255  | 322  | 366  | 360  |
| Quellen: Cassini und INSEE |      |      |      |      |      |      |      |      |      |

## Sehenswürdigkeiten
- Kirche Saint-Laur

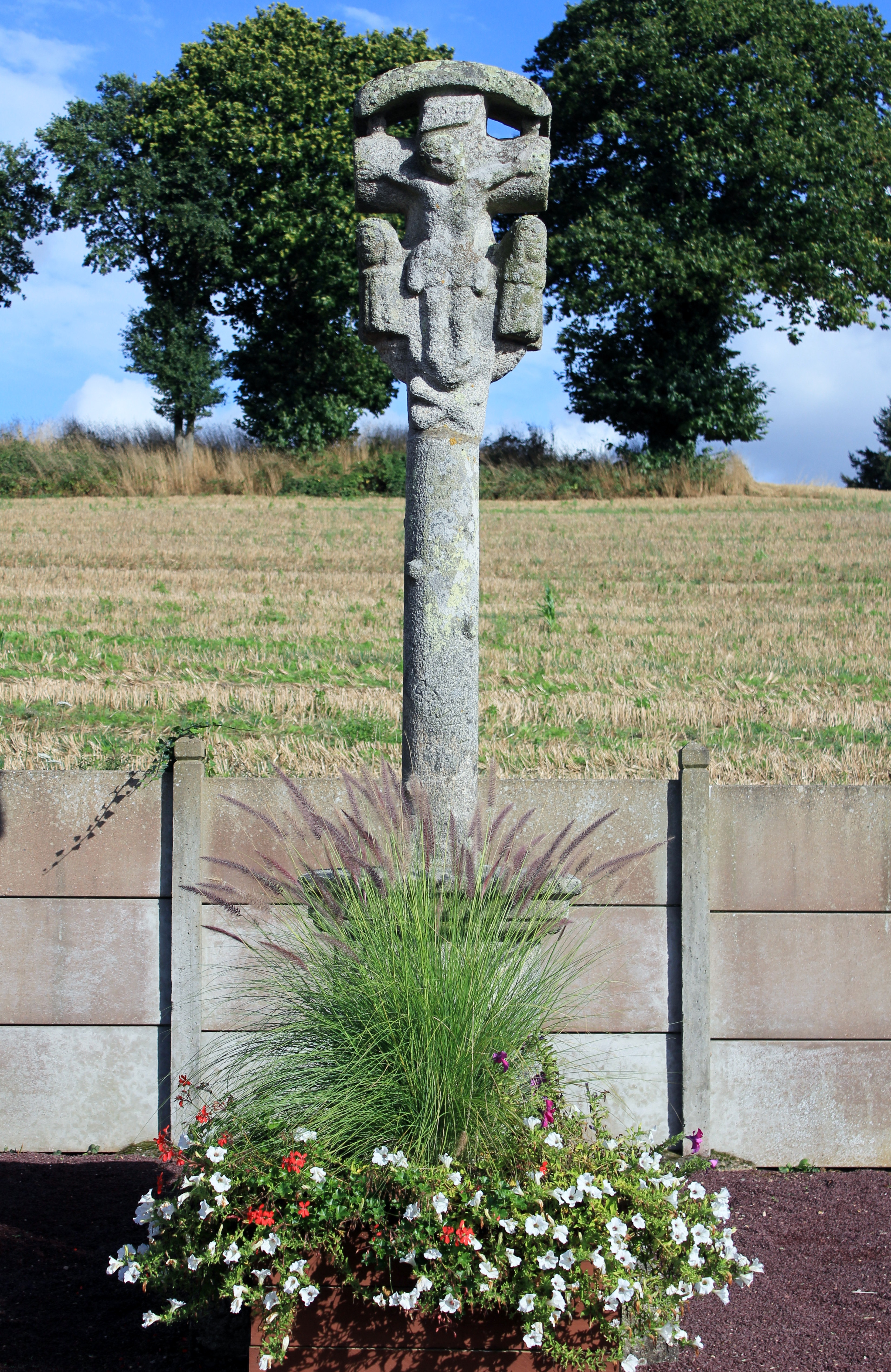
Calvaire in Montertelot
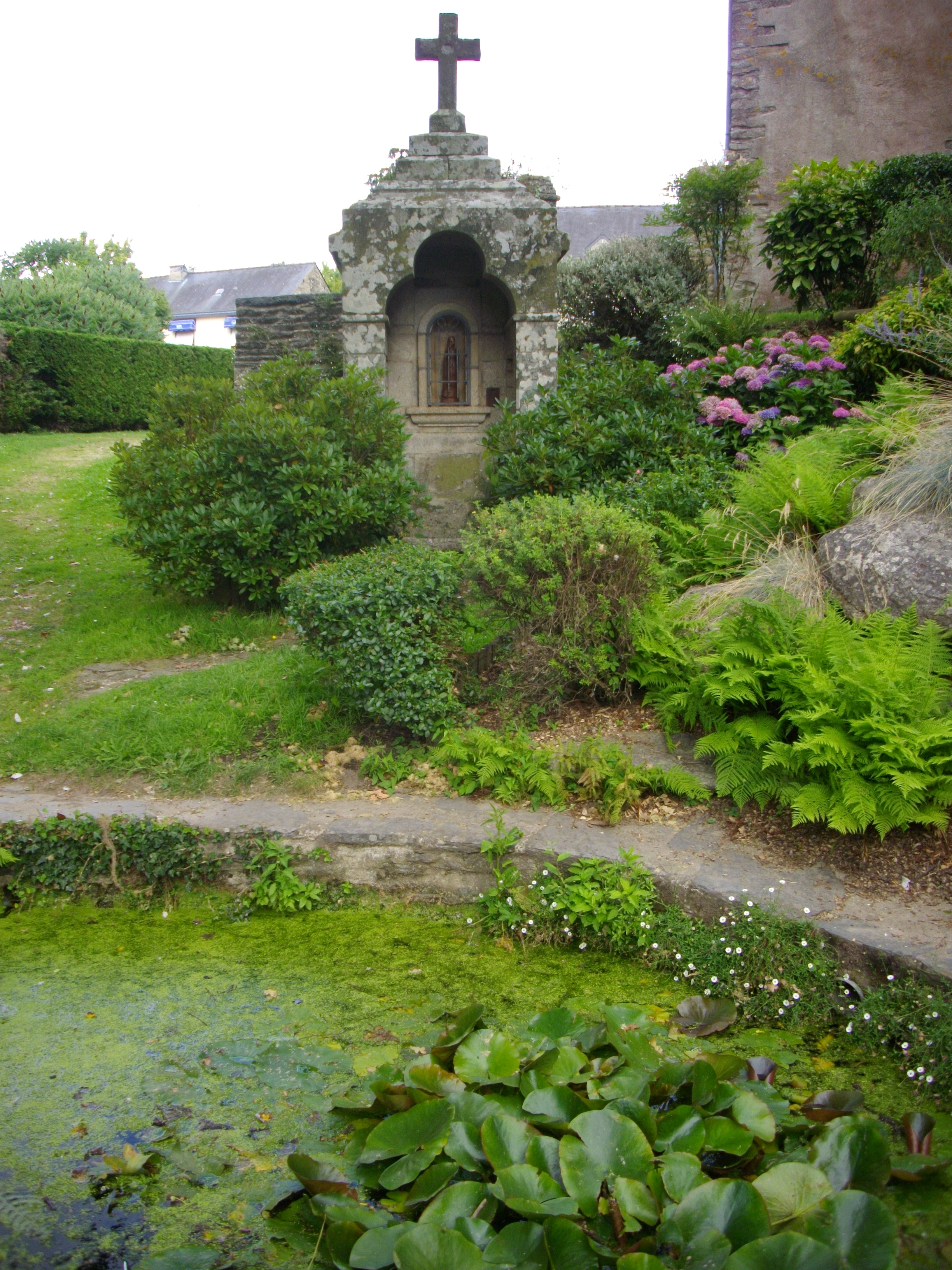
Quelle Saint-Laur
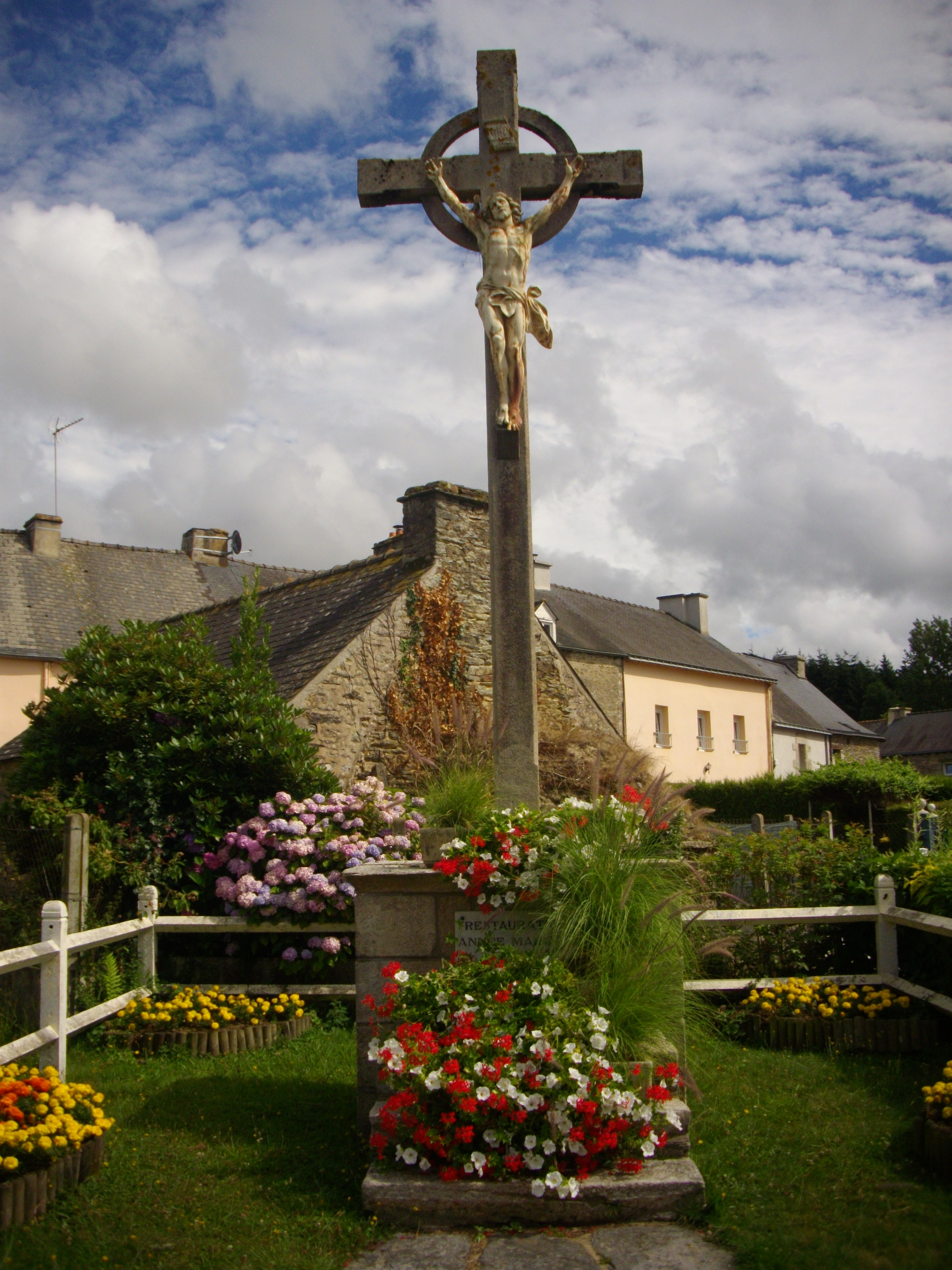
Kreuz in Montertelot
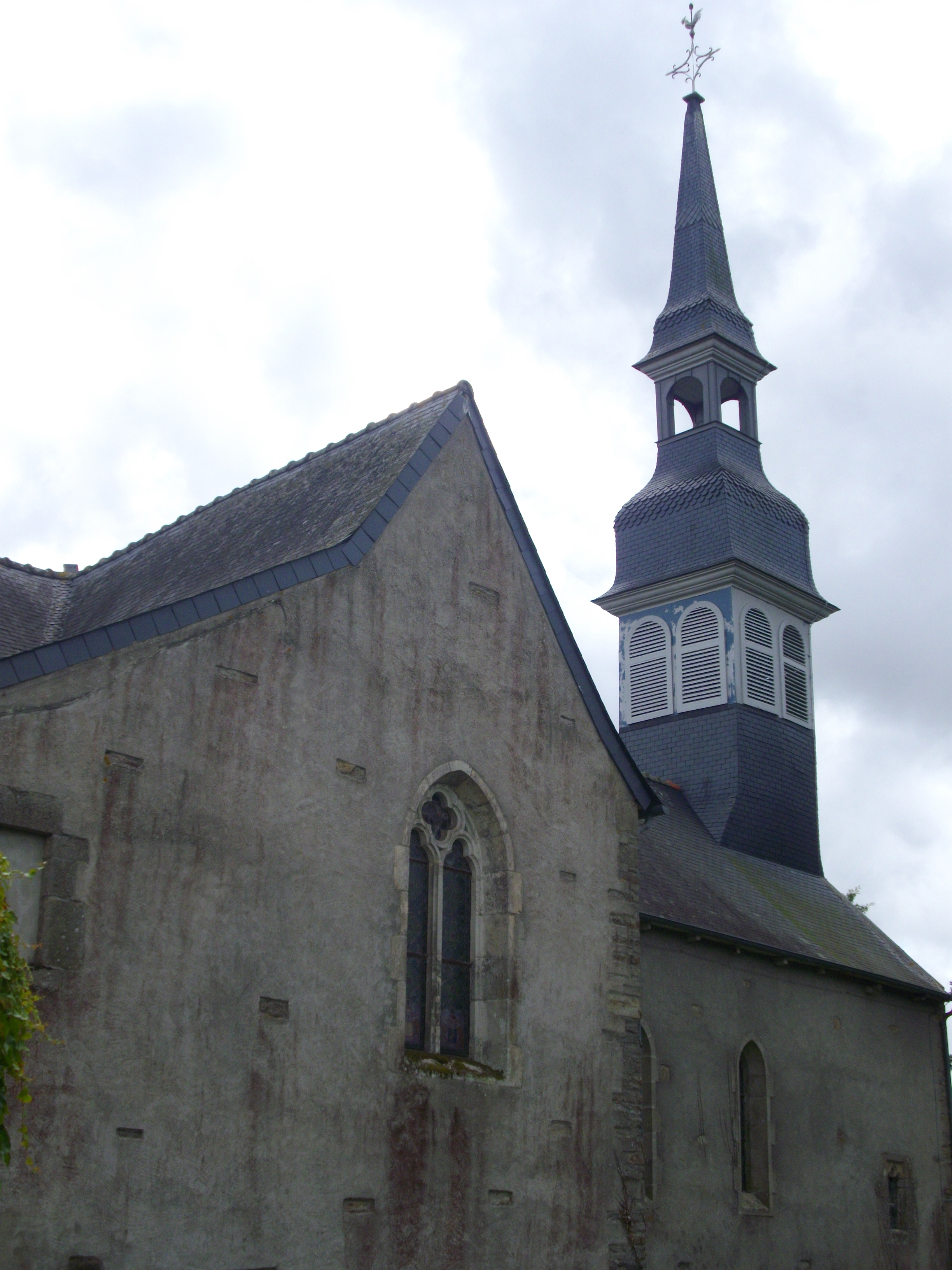
Kirche Saint-Laur

## Sprache
Im Frühmittelalter wurde die Gegend durch Bretonen besiedelt und deren Umgangssprache Alltagssprache. Bei der Zweiten Rückzugswelle der Bretonischen Sprache im Spätmittelalter (zwischen 1200 und 1500) kam es zum Sprachwechsel hin zum Gallo. Dieser Dialekt des Französischen ist mittlerweile beinahe ausgestorben und die Bevölkerung spricht heute französisch.